# Гаррісон Форд (актор німого кіно)
Гаррісон Форд (англ. Harrison Ford; 16 березня 1884, Канзас-Сіті — 2 грудня 1957, Вудленд-Хіллз) — американський актор театру і німого кіно.

## Життєпис
Гаррісон Форд народився 16 березня 1884 року в місті Канзас-Сіті в родині Джеймса Уолтера Форда (1863—1896) і Анни Мерсі Еверлі (1865—1943). Вперше з'явився на театральних підмостках в 1904 році, з 1915 року, переїхавши до Голлівуду, почав зніматися в кіно, проте його кар'єра в кінематографі тривала лише до тих пір, поки фільми були німими: останній раз глядачі побачили його на екрані в стрічці «Love in High Gear» 1932 року — це був його перший і останній звуковий фільм. Після завершення роботи в кіно Форд повернувся в театр. Під час Другої Світової війни працював в Об'єднаних організаціях обслуговування.

## Особисте життя і смерть
29 березня 1909 одружився з театральною актрисою Беатріс Прентіс (1884—1977), з якою прожив майже 49 років до самої своєї смерті.
13 вересня 1951 року біля свого будинку в Глендейле Гаррісона Форда збила машина під керуванням 33-річної місцевої жительки. Він отримав численні травми, зокрема, струс мозку і тріщину щиколотки, від яких так ніколи повністю і не оговтався, залишок життя він провів в лікарні Motion Picture & Television Country House and Hospital в Вудленд-Хіллз, де і помер 2 грудня 1957 року. Похований на кладовищі Форест-Лаун. 8 лютого 1960 посмертно був удостоєний зірки на Алеї слави Голлівуду: 6665, Голлівудський бульвар.

## Вибрана фільмографія
- 1921 — Пристрасна квітка / Passion Flower
- 1921 — Весільні дзвони
- 1922 — Ніжна посмішка
- 1922 — Її позолочена клітка
- 1922 — Примітивний коханець
- 1925 — Горда плоть